# Helina kangdingensis
Helina kangdingensis este o specie de muște din genul Helina, familia Muscidae, descrisă de Xue și Feng în anul 2002.
Este endemică în Sichuan. Conform Catalogue of Life specia Helina kangdingensis nu are subspecii cunoscute.